# 白衫軍運動
白衫軍運動，又稱白衫力量（White Shirt Power），是臺灣2013年洪仲丘事件發生後引爆的社會運動，由公民1985行動聯盟發起，可分為兩次遊行活動，第一次為2013年7月20日的「公民教召」遊行，第二次為2013年8月3日的「萬人送仲丘」晚會（八月雪運動）。
「白衫軍」是臺灣媒體取公民1985行動聯盟號召眾人穿「白衣」要求「真相大白」的概括性稱呼，實際上運動參與者並不具有太高的組織性。兩次過程完全由公民自主發起、自動參與，主要透過網際網路（特別是台大批踢踢實業坊與Facebook社交網站）串連，是臺灣史上最大規模由公民自發的社會運動。這場由網友網路串聯發起的新型態參與，被部分媒體譽為臺版「茉莉花革命」，《經濟學人》雜誌則稱此十萬人聚集的活動，衝擊台灣即將於2015年實施的募兵制。

## 起因
義務役少尉醫官退伍的網友柳林瑋，以代號「spicycop」為聲援洪仲丘，於2013年7月12日在批踢踢BBS站發表爆料文章，並與其他熱心民眾在7月14日成立「公民1985行動聯盟」。該聯盟表示洪仲丘案的懲處僅為基本要求，「只要潛規則、爛制度存在，就會有下個洪仲丘」。「公民1985行動聯盟」於7月16日正式申請到路權，7月20日早上9點於國防部門口舉辦抗議遊行，以向軍方表達不滿，為抗議活動正式踏出第一步。遊行的三大訴求，包括還洪仲丘公道、給家屬一個真相以及嚴懲失職人員、確保軍中人權、暢通申訴管道。

## 7月20日活動 （公民教召）

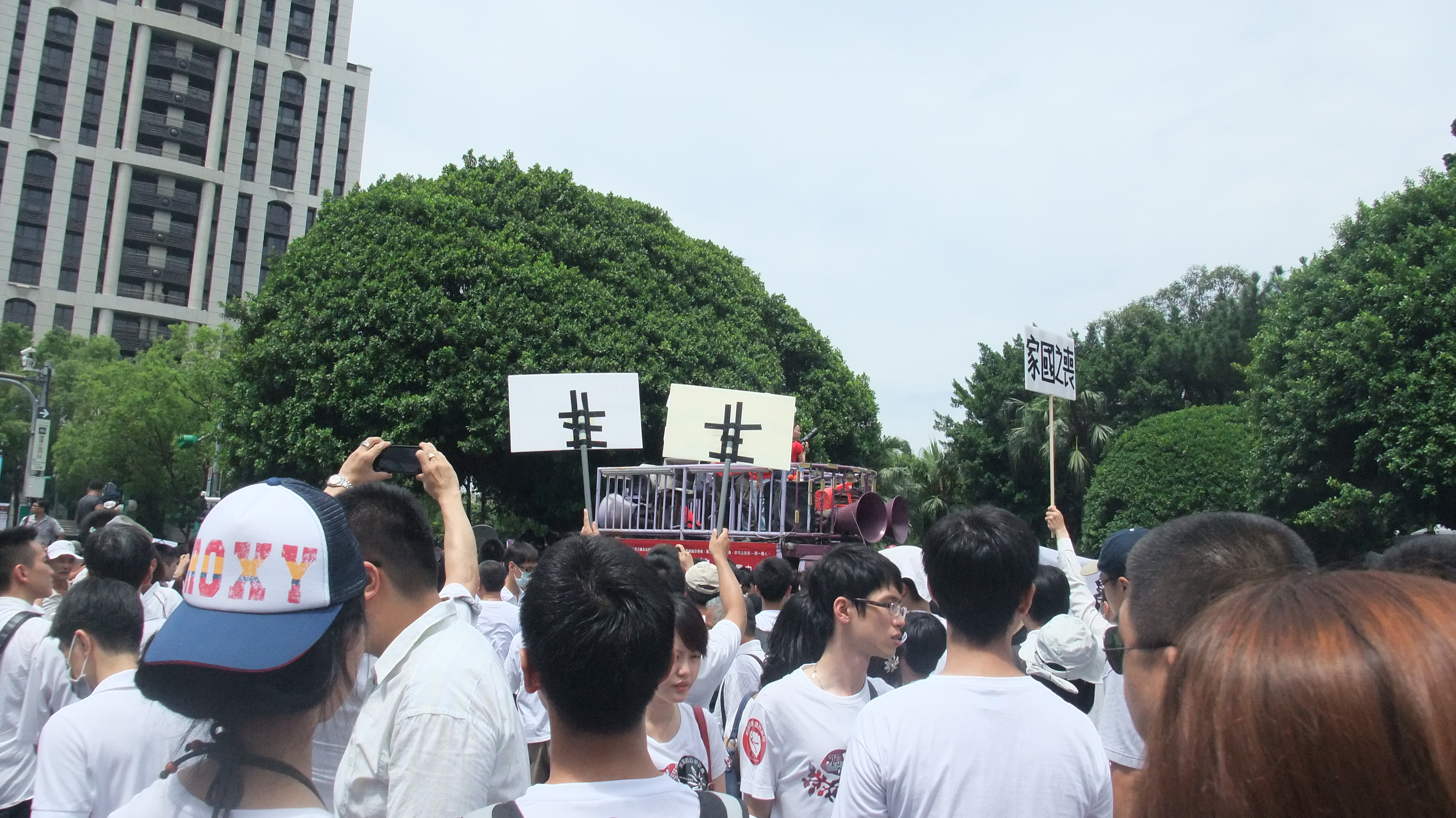
7月20日上午的抗議活動。
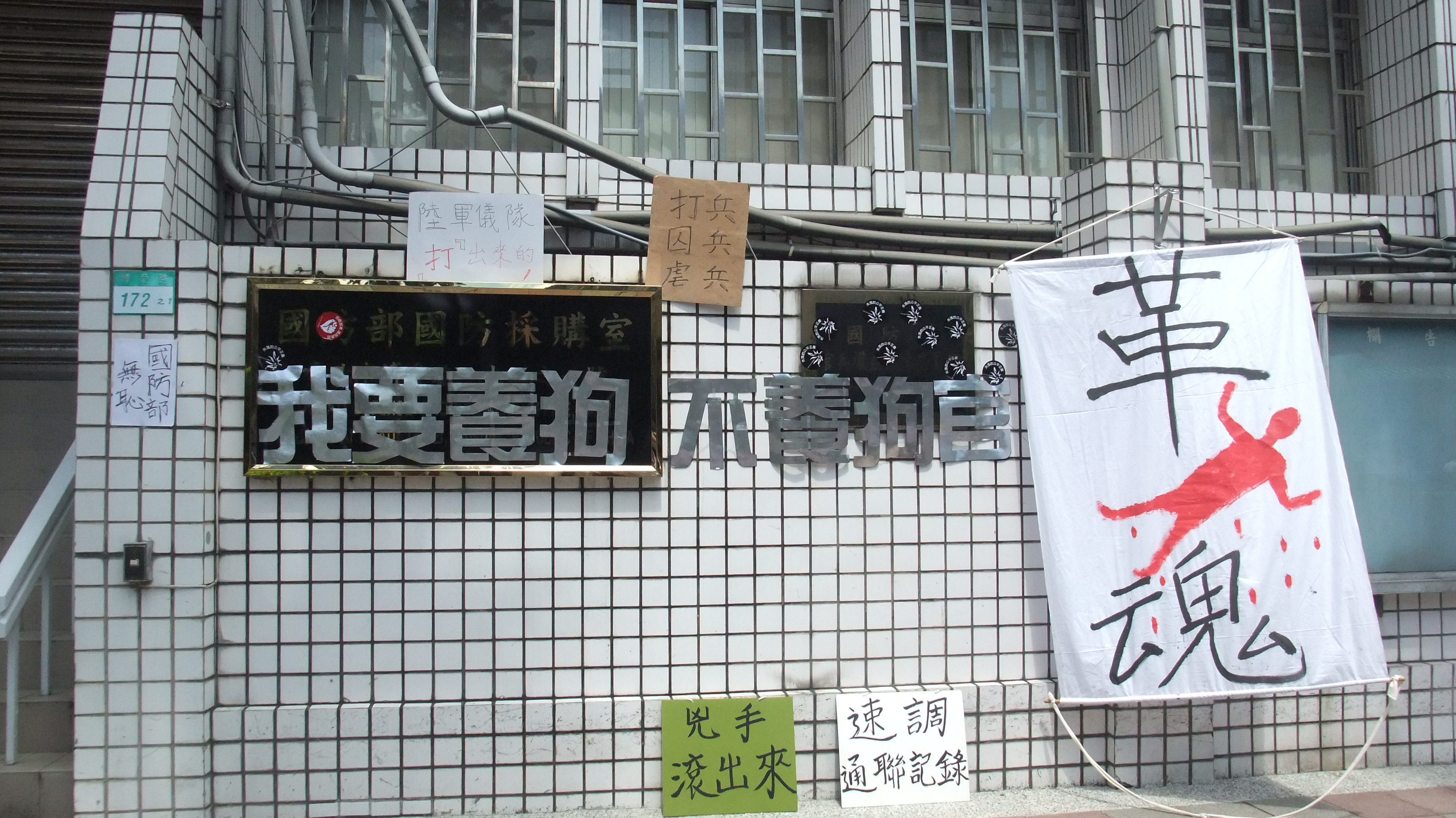
7月20日上午的抗議一景。

2013年7月初中華民國陸軍裝甲542旅下士洪仲丘死亡事件發生後，公民1985行動聯盟希望藉由「公民教召」遊行訴求讓事件真相出爐，並且要求國軍人權改革，屏除以往的陋習及潛規則。
活動參與者皆穿著白色上衣，組成「白衫軍」，於7月20日上午9點前往國防部遊行抗議，並且於晚上6點在中正紀念堂舉行追思晚會。根據臺灣媒體當天與隔日對這場抗議，媒體依慣例稱為「白衫軍」
上午9時約有逾三萬人齊聚臺北市愛國西路、博愛路口的國防部門前抗議，這場抗議創下國防史上近年來最大規模現場抗議紀錄，也是單純透過網路集結之最大規模社會運動。
7月20日當天下午，國防部便表示接受「公民1985行動聯盟提出請願事項」。當天，國防部長高華柱未在國防部內，而是前往臺中市后里區洪家拈香、慰問家屬，洪仲丘家屬向高華柱陳情並表示不希望他請辭，還希望要高華柱站出來，幫役男家屬整治好國軍。
晚間6時，遊行民眾移師到立法院群賢樓前舉行哀悼晚會。國立臺灣大學醫學院「急救權威」柯文哲醫師上台以洪仲丘送醫時的生命指數剖析是否遭凌瘧。此活動也引起許多名人的關注，包含作家九把刀、小野、藤井樹、朱學恆，與民進黨主席蘇貞昌、立法委員黃偉哲、蔡煌瑯、吳秉叡等人 等都到場參與遊行。台南的國立成功大學學生會和交通管理學系系學會，配合「公民1985行動聯盟」，在同日晚間18點成功大學榕園同步追悼洪仲丘。臺灣媒體報導，台北約有超過五千人參與燭光晚會，台南的追思會也有上千人參加。
然而當日晚間，國防部卻發表說明：「國防部下午與法務部會商後表示，洪仲丘枉死案，仍由軍檢偵辦，拒絕地檢署介入」。

### 活動訴求
聯盟發言人朗讀陳情書訴求：
- 國防部能讓第三方介入協助偵辦
- 希望保存證物、保護所有證人，「文件、證物要送地檢署」
- 軍中人權改革從基層開始，從最基層的「1985」申訴專線開始，改革申訴機制。

聯盟認為「真相」與「制度改革」才是公民社會期待的最大公約數。

### 國防部回應
國防部於活動進行4小時後，發布新聞稿。
對於「公民1985行動聯盟」提出「還仲丘公道，給家屬真相」、「嚴懲違法失職人員」、「確保軍中人權、暢通申訴管道」等三大訴求，國防部表示，本部一定會徹底調查真相，還給被害人及家屬公道，同時會通盤檢討相關制度，「痛定思痛，徹底改革」，重建人民對國軍的信心。
國防部指出，國防部楊副部長上午代表國防部接受行動聯盟所提出的三點請願事項：一、本案一旦地檢署同意偵辦，國防部及軍法單位願意全力配合。二、證物保存，關鍵證物須交由專業單位鑑定，並保證證人的安全。三、維護人權，修正軍中1985申訴制度，應責成至少軍團層級單位協助處理，而非又交由連隊處理，致造成申訴人困擾。

國防部強調，「陸軍洪仲丘下士悔過期間死亡案」，對國家與國軍造成莫大的傷害，本部一定會秉持「誠實面對、依法偵辦、資訊透明、還原真相」立場，案件偵查絕無上限，不管層級有多高，軍檢一定會偵辦到底，對於失職、涉法人員定將嚴予懲處。

## 8月3日活動 （萬人送仲丘或八月雪運動）

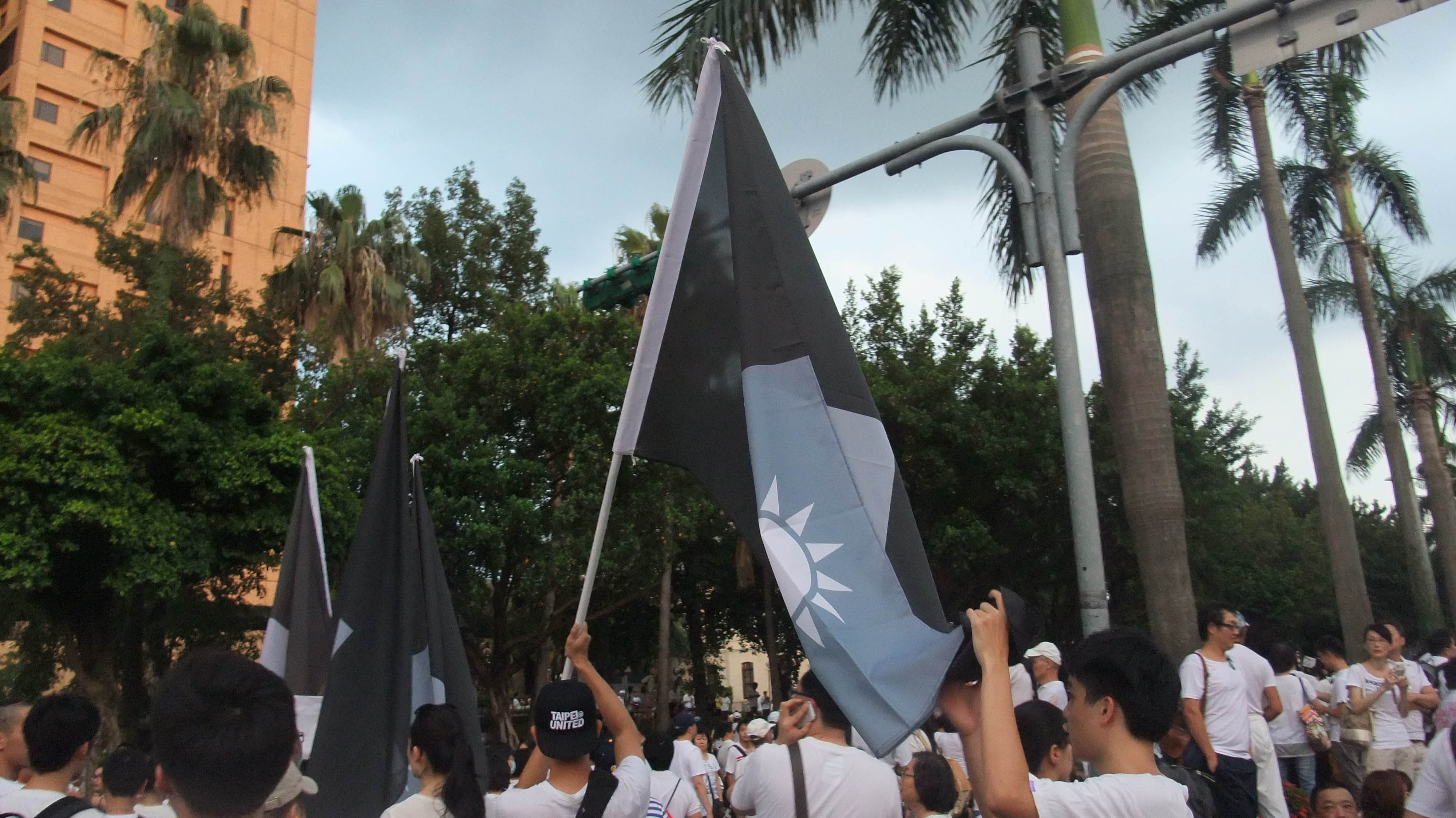
白衫軍攜帶改過的黑底國旗
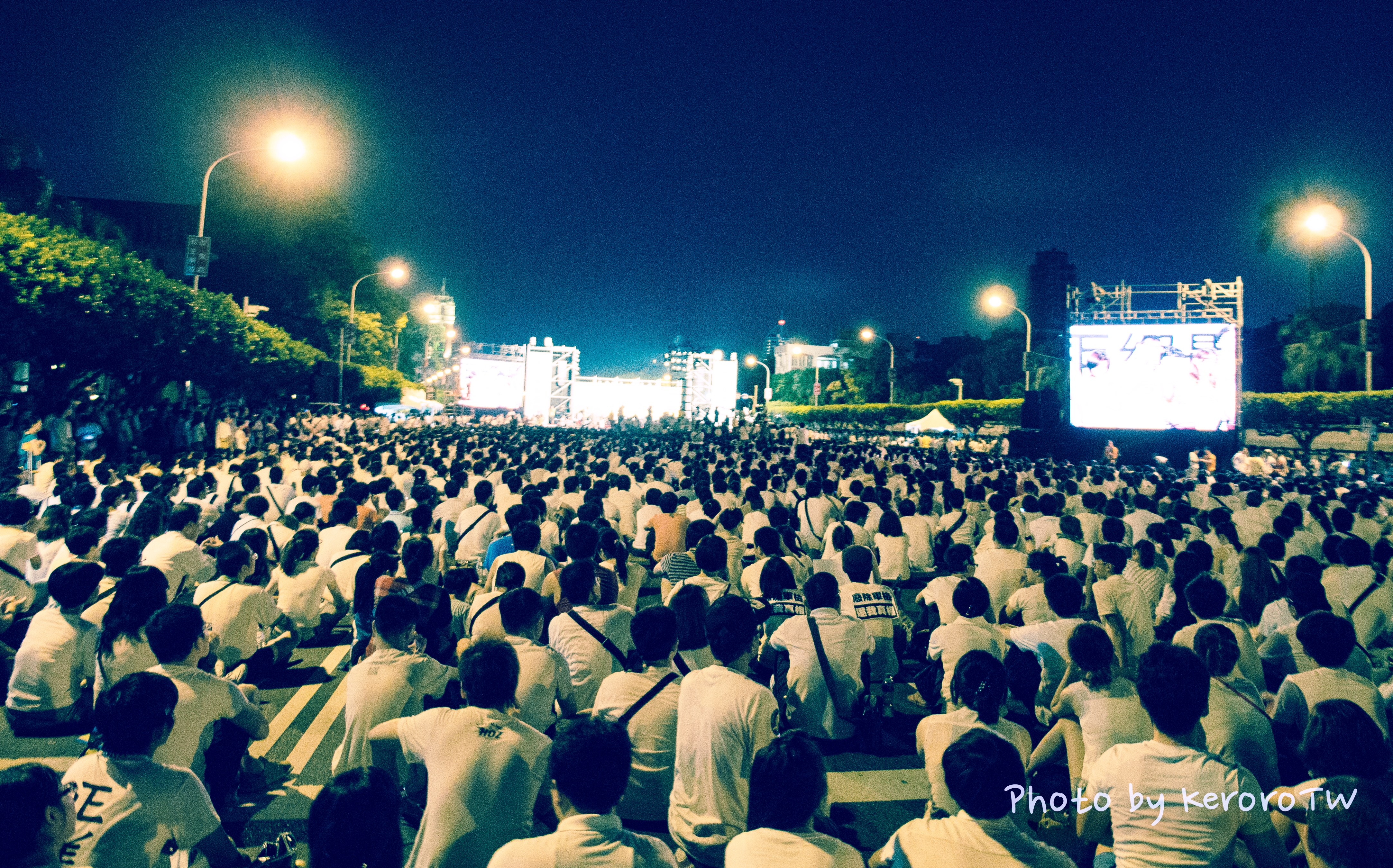
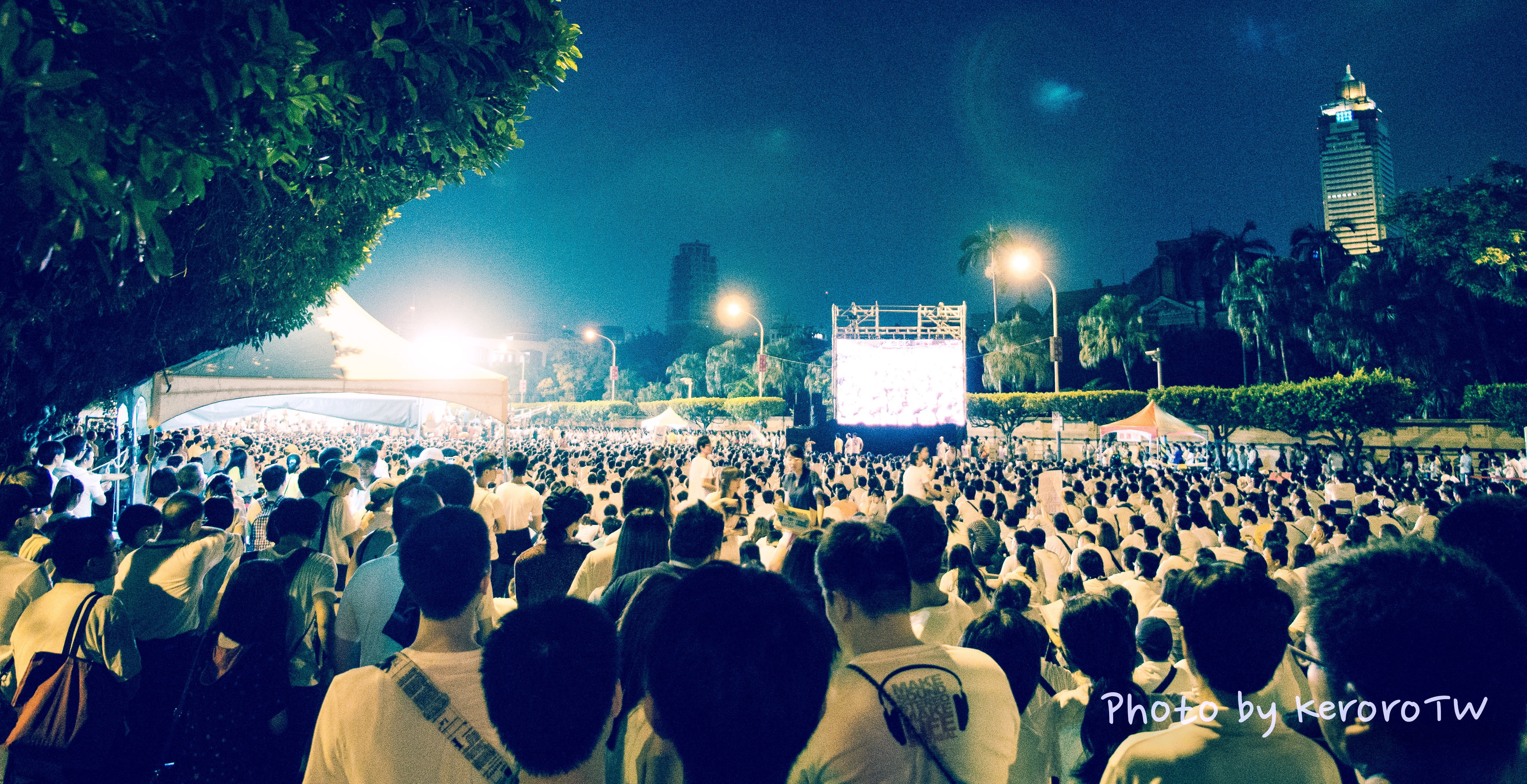
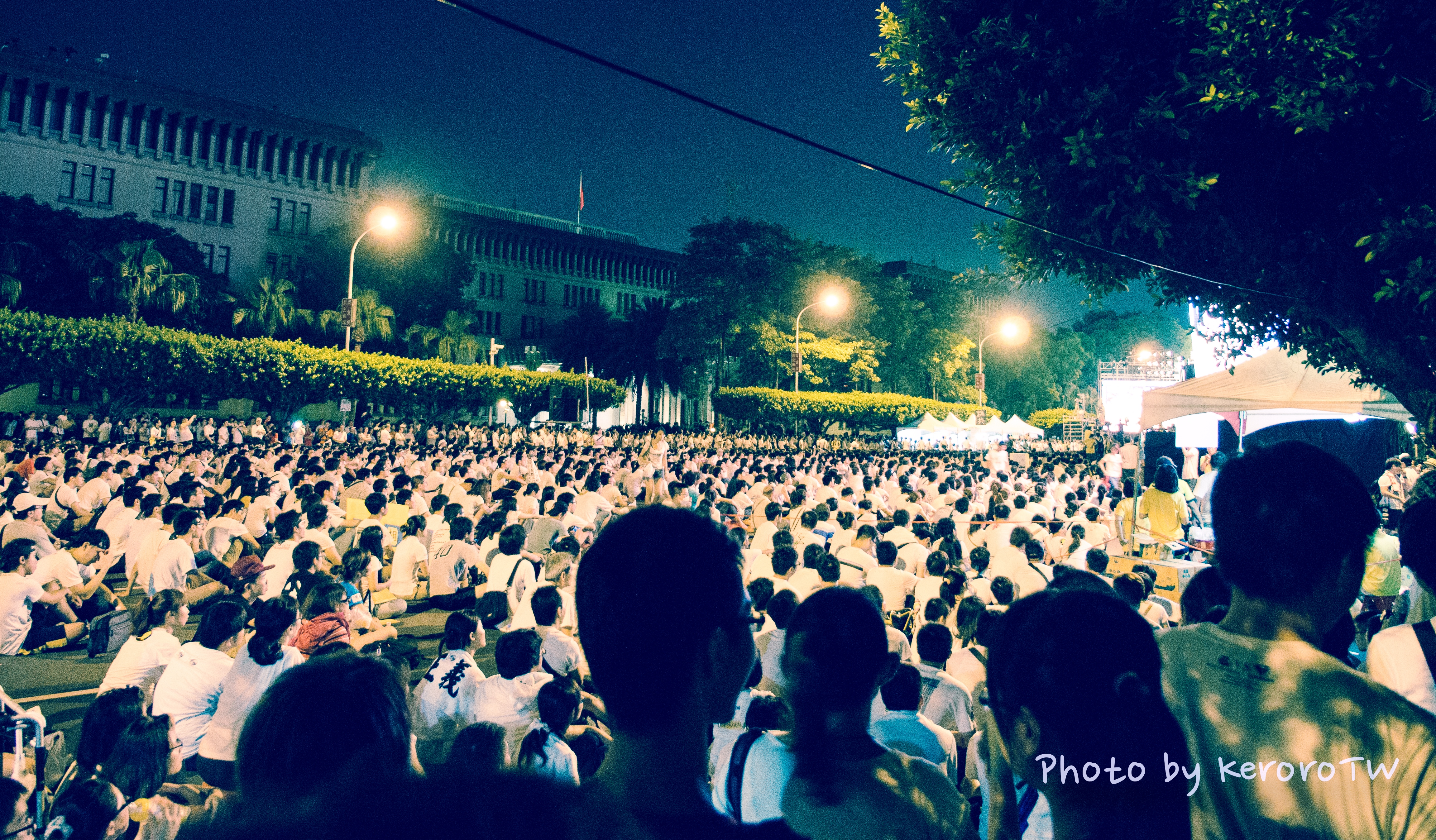
外交部前
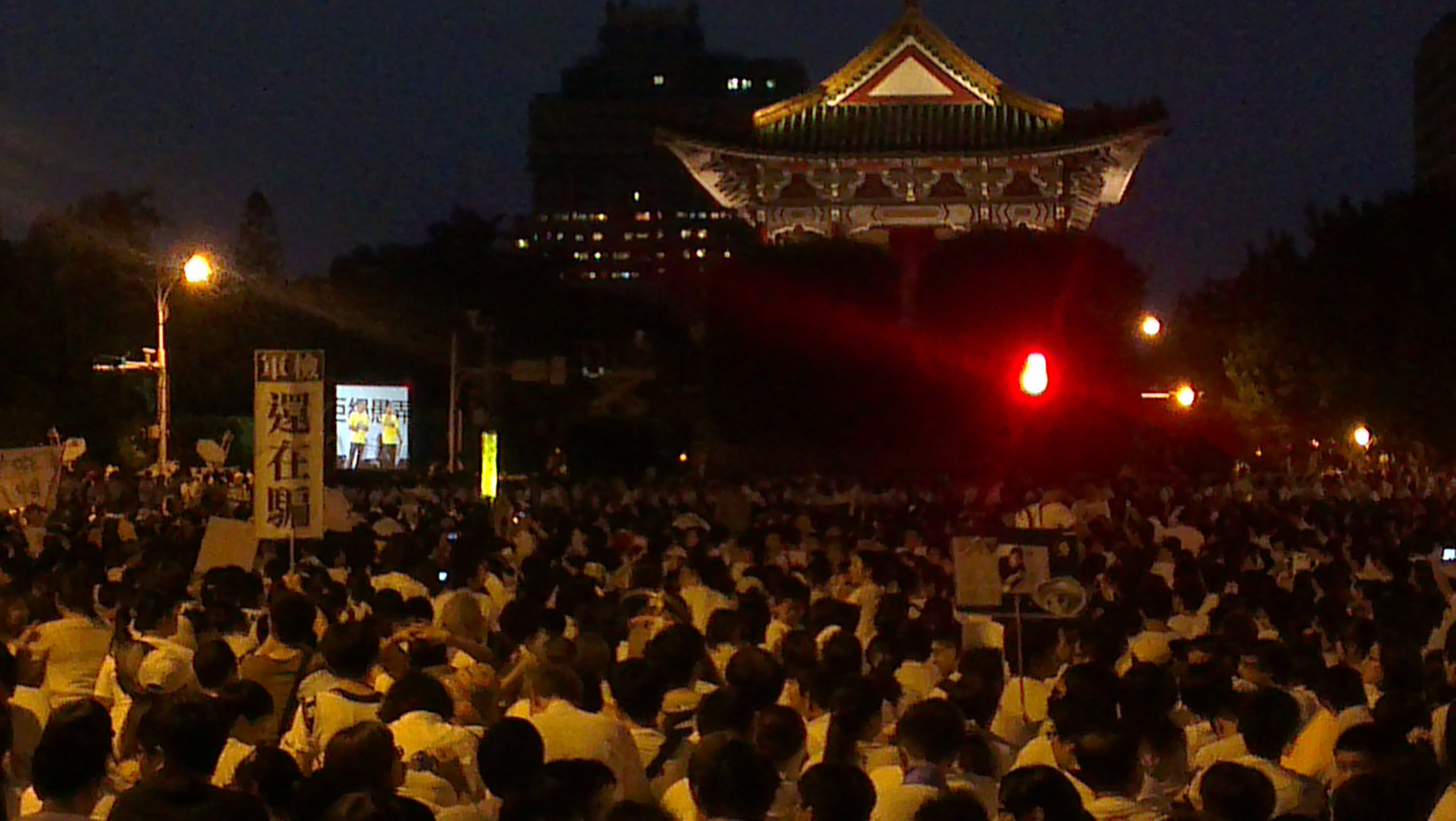
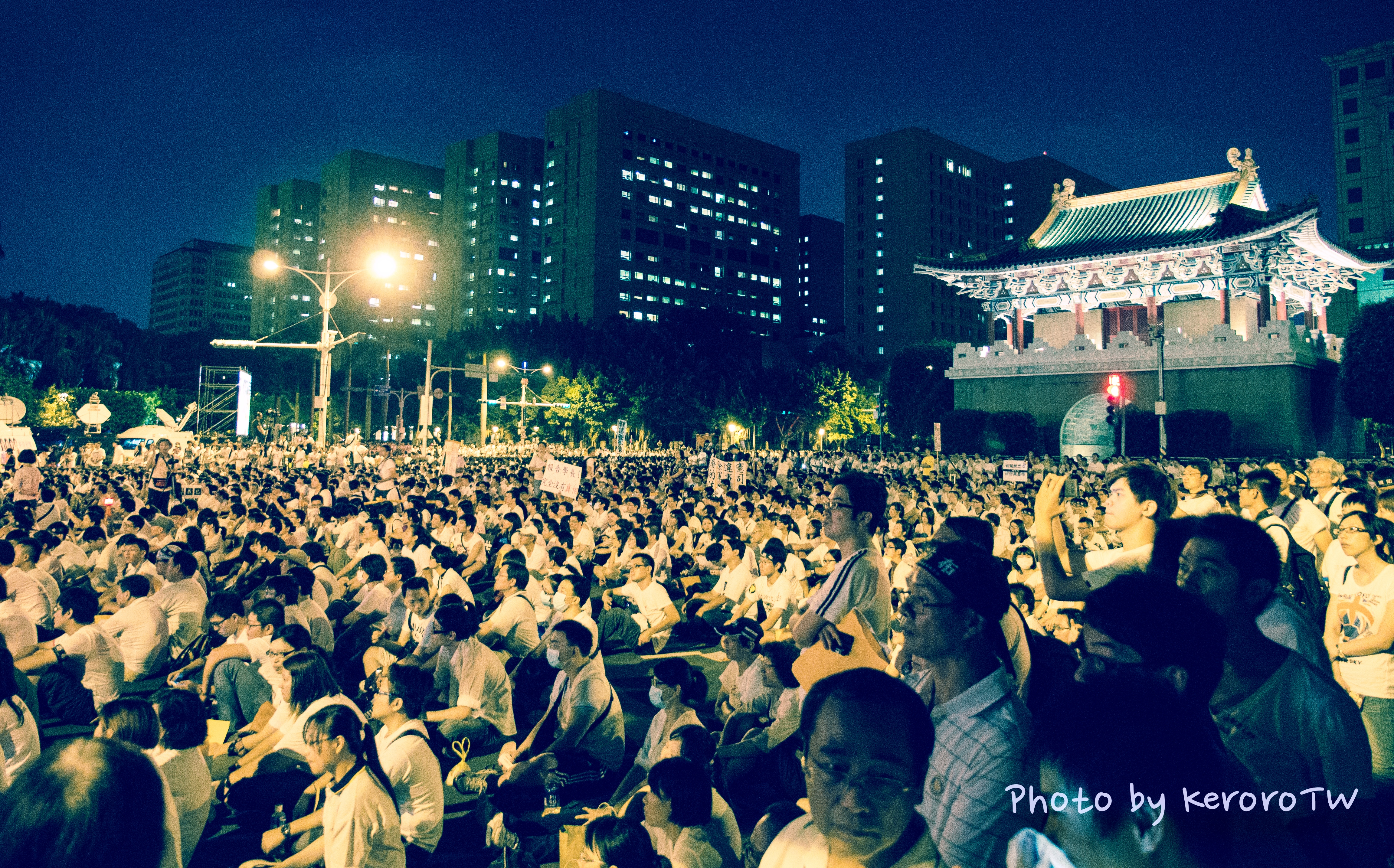
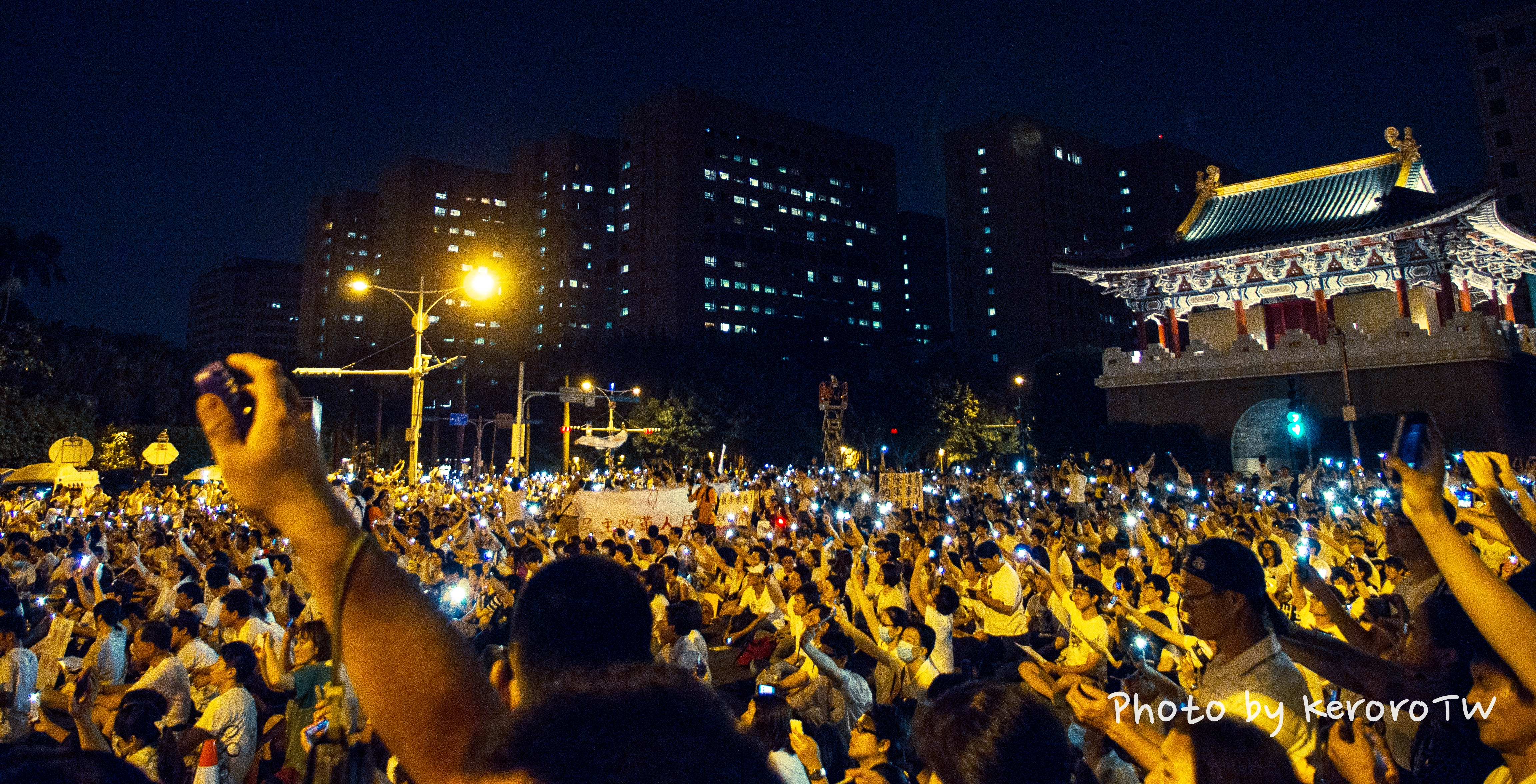
照亮黑暗

由於洪仲丘的家屬將為他在2013年8月4日舉行告別式，公民1985行動聯盟訂2013年8月3日下午18時在臺北市總統府前的凱達格蘭大道前舉辦「萬人白T凱道送仲丘」晚會，呼籲公民自發性走上街頭送洪仲丘最後一程，並以白色服飾做為象徵性代表。 晚會舉辦之前，公民1985行動聯盟公布首波宣導短片，質疑「國防布」睜眼說瞎話，總統馬英九要負完全責任，而活動聲明指出，「總統身為三軍統帥，對於軍中人權責無旁貸，日後軍中若再有人權相關問題，總統應直接負起完全責任！」
2013年8月3日下午18時起，「萬人白T凱道送仲丘」晚會在總統府前的凱達格蘭大道展開，多數人群聚集在凱達格蘭大道前方的舞台前，隨後人群蔓延到景福門周遭、中山南路一段（含臺大醫院一側與中正紀念堂一側）、信義路一段及仁愛路一段。主辦單位自行推估參與人數突破25萬人，臺北市警察局則統計參與人數為約11萬人。CNN以世界其它相對規模的聚會估算，人數超過十萬人。
| 項目             | 數量                                                              |
| ---------------- | ----------------------------------------------------------------- |
| 參與人數         | 25萬人（主辦單位估計） 11萬人（市警局統計） 超過10萬人（CNN估算） |
| 發出文宣         | 4萬張                                                             |
| 「國防布」黑布條 | 4萬條                                                             |
| 捐助礦泉水       | 240箱                                                             |
| 網路義工         | 150人                                                             |
| 警方人力         | 1200人                                                            |

### 活動訴求
- 2013年8月3日
  - 1985行動聯盟： [36]
    - 立即啟動特偵組，由總統責成法務部、國防部專案組成「軍司法共同偵辦小組」徹查洪仲丘案。
    - 成立「軍事冤案調查委員會」，重啟調查歷年軍中冤案。
    - 非戰爭時期，軍法審判全面回歸一般司法機關，總統組跨部會專案小組，全面檢討現行軍事審判制度及軍中人權相關法律議題，並於立法院下會期完成修法。

  - 8月3日2130時，由行政院江宜樺院長親自召開記者會回應。江宜樺宣布，成立「軍事冤案申訴委員會」、推動修法讓承平時間軍法全面回歸司法審判、全力偵辦洪仲丘案、徹底檢討軍中管教禁閉申訴制度。 [37]

### 活動紀要
公民1985行動聯盟先帶領群眾為洪仲丘默哀三十秒，並播放由洪仲丘成大同學製作的紀念影片。洪媽媽、洪姊洪慈庸等家屬也在義務律師團陪同下登台，在場群眾立刻報以熱烈掌聲，大聲為洪家人高喊「加油」。洪媽媽感謝台灣人民與媒體，如此努力追真相，「有這麼多人在努力，我也應該勇敢」。

#### 最後演說：公民覺醒
公民一九八五行動聯盟的最後演說被媒體認為「演講者名不見經傳，卻句句話犀利無比」。演說首先點明「今天，我們大家一起創造歷史，這是臺灣有史以來，第一次不由任何政治人物或名人領導，單純由公民發起、公民策劃、公民參與的一場公民活動。而在座的每一個你，你們參與並且見證了這歷史性的一刻。今天大家來到這邊，不管因為你是什麼原因，最重要的是，你站出來了！為了捍衛自己的想法和價值，你選擇在週末的夜晚，不在電影院，你用自身的行動來證明你才是這個國家的主人！」
演說接著抨擊：「我們的政府沒有把人民當人看，它可以領我們的稅金、殺我們的孩子、拆我們的房子，再掰出一個爛劇本逼大家相信，等大家氣到吐血之後，他再跟大家說：『我們一切依法辦理，謝謝指教。』接著，它趁著人民的健忘，繼續亂搞。但是，我們才是這個國家的主人啊！如果政府不把人民當作主人，它擺出一副『你們是民，我才是主』的態度，這個國家有民主嗎？...如果這個國家連最基本的民主、人權、免於恐懼的權利都沒有，那我們還是一個民主法治的國家嗎？」
聯盟繼而申明：「大家在公民課都學過，我相信馬英九也學過，憲法是國家跟人民之間的契約書，自由、民主、人權、免於恐懼的生活，都是所有臺灣人的基本權利，當這個國家機器開始毀約，逐步侵犯我們應有的基本權利，我們要不要站出來對抗？我們要不要給這個政府一個教訓？我們要不要用選票，給這個政府一個警告？」「沒有偉大理想的國民，我們如何建立一個偉大的國家？... 我們都希望，臺灣成為我們的理想夢土，不是嗎？我們就是一群公民，我們不是專職的社運份子。我們要說，世界上沒有什麼人叫做社運份子，唯一有區別的，只有關心社會與不關心社會的人兩種。」

### 行政院回應
2013年8月3日晚上9點，行政院長江宜樺舉行臨時記者會對公民1985行動聯盟提出訴求做出4點回應，包括成立行政院軍事冤案申訴委員會，接受社會各界對歷年冤案重啟調查的訴求，並主動過濾過去軍事審判疑義案件。推動修正軍事審判法、在非戰爭時期，軍法部分回歸司法，優先把「長官凌虐部屬罪」、「違法懲罰罪」、「違法阻擾陳情申訴罪」、「殺人罪」、「妨害性自主罪」等相關案件，交由普通司法體系偵審。
但關於公民1985行動聯盟「啟動特偵組偵查洪仲丘案」的訴求，江宜樺再度表示，軍人觸犯《陸海空軍刑法》，法律規定須由軍事法庭審判，不屬於特偵組的職權。

### 多國媒體報導
- 英國國家廣播公司（BBC）/Taiwan protest over Hung Chung-chiu death[45] (台灣抗議洪仲丘之死)
- 美國福斯新聞頻道（Fox News）/Mass protest in Taiwan over young conscript's death[46] (在台灣，群眾抗議年輕應徵入伍者的死亡)
- 德國時代週報線上/Massenproteste in Taiwan nach Tod eines jungen Soldaten[47] (在台灣的年輕士兵死亡後，大規模的抗議活動)
- 瑞士瑞士日報/Proteste in Taiwan nach Tode eines Rekruten[48] (在台灣一名新兵去世後的抗議活動)
- 據中國新聞網報導，標題為「台湾数万人为“洪仲丘案”再上台北街头（图）」。
- 據南都周刊報導，標題為「下士洪仲丘之死」。
- 據香港文匯報報導，標題為「洪仲丘今出殯 25萬人上街聲援」。
- 據新加坡聯合早報報導，標題為「台总统府前逾10万人为被虐致死军人讨真相」。
- 據鳳凰網報導，標題為「台北20万人送别被虐死士兵 提三诉求」。
- 據人民網報導，25万白衫军的力量--台湾军事侦审制度将走入历史。

### 各界反應
- 當晚，網路瘋傳網友從台大醫院頂樓拍攝的照片，名為「白色十字勳章」或「銀十字勳章」。拍攝者是故廣告人孫大偉之子，他在臉書表示，不覺得自己是這幅畫面的擁有者，這應是屬於參與活動的所有人[49][50]。

- 網友表示，活動結束後搭乘臺鐵列車返家，突然聽到列車長廣播「祝福洪仲丘，一路好走，臺灣加油!」，旅客聽到後，瞬間響起如雷的掌聲和歡呼聲[51]。

- 4個多小時的抗議完全沒有擦槍走火，過程秩序良好，引來CNN、BBC等國際媒體注意。新加坡、中國大陸網友均十分羨慕[52]。大陸媒體也難得同步在官方微博及網站上報導最新訊息。在新浪微博上，洪仲丘高居時事熱搜榜第一名。有網民羨慕說：「為何他們的生命如此有尊嚴！」「視頻（影片）所展現的民眾文明程度令人動容，很想知道，台灣是如何培養出具備這樣素質的民眾的？」、「非暴力的力量！震撼到淚奔。」[53]

- 2013年8月5日，前立法委員兼作家李敖在臉書發文稱：「蔣政權餘孽為虐待士兵致死案引公憤...馬活像童話故事中『放羊的孩子』...信用破產...這政權徹底完了，說什麼都沒人信了。」[54]

- 2013年8月5日，政戰學校的原姓校友在臉書不公開社團「復興崗校友園地」留言批評洪姊洪慈庸，譏諷運動參與活動的20萬人是微生物[55]。

- 2013年8月5日，前志願役財務軍官暨作家銀正雄則認為公民1985行動聯盟是非法組織、懦夫，質疑組織背景、經費由來。聯盟成員隔空回應說，作者陳述的內容很多都與事實不符，一般人都可以輕易查證[56]。

- 2013年8月6日，再生受刑人服務中心社長董念台到臺北地檢署告發洪慈庸及公民1985行動聯盟成員涉嫌違反《組織犯罪防制條例》，稱1985聯盟脅迫政府廢除軍法，恐造成國軍未來無法訓練士官兵；洪慈庸與1985聯盟聯合起來，因此一併告；至於洪仲丘父母年事已高，就不提告[57]。

- 2014年1月19日，前副總統呂秀蓮說，柯文哲「很不了解臺灣歷史」，柯文哲應多花一點時間了解今天的臺灣民主如何走上來，「我覺得白衫軍一樣很漠視，都不太了解過去的歷史，好像自由是他們爭取而來」，她認為應一代與一代心手相傳會比較好[58][59][60]。